# Pomnik Braterstwa Broni w Kutnie
Pomnik Braterstwa Broni w Kutnie (zwany też Pomnikiem Wdzięczności) – monument, który w latach 1949–1992 znajdował się na ówczesnym placu 19 stycznia w Kutnie (obecnie plac Marszałka Józefa Piłsudskiego).
Uroczyście odsłonięty 2 listopada 1949 roku w 32 rocznicę rewolucji październikowej o godzinie 10:40. Przed pomnikiem zakrytym sztandarami radzieckimi i polskimi zebrali się robotnicy wszystkich kutnowskich zakładów oraz szkoły, zgromadzono również poczty sztandarowe. Uroczystość rozpoczął przewodniczący Komitetu Budowy Pomnika, Kazimierz Śpiewankiewicz. Następnie I sekretarz Komitetu Powiatowego PZPR Henryk Fietkiewicz odczytał akt erekcyjny budowy pomnika.
Płaskorzeźba przedstawiała dwóch żołnierzy: Armii Czerwonej i LWP podających sobie dłonie. Napis nad płaskorzeźbą głosił: "Braterstwu krwi przelanej za wolność narodu polskiego". Już po wybudowaniu pomnika dochodziło do różnych kontrowersyjnych sytuacji. Młodzi licealiści polali go farbą i w części zniszczyli. Należeli oni do ugrupowania niepodległościowego zwanego „Mściwy Jastrząb” założonego w 1950 roku.
Przez cały okres Polski Ludowej przed pomnikiem odbywały się najważniejsze uroczystości rocznicowe (urodziny Lenina, Stalina, rocznice rewolucji październikowej i zwycięstwa nad faszyzmem), tu miał miejsce koniec trasy pochodów pierwszomajowych w Kutnie.
Wykonując Uchwałę Rady Miejskiej z 28 grudnia 1990 roku pomnik został rozebrany 16 marca 1992 roku, w związku z transformacją ustrojową. Pozostałości pomnika znajdują się w magazynie Muzeum Regionalnego w Kutnie.

## Źródło
- Kutno Poprzez wieki, pod red. J. Szymczaka, t.2, Kutno-Łódź 2011, s. 160, s. 534.